# Comte de Moray

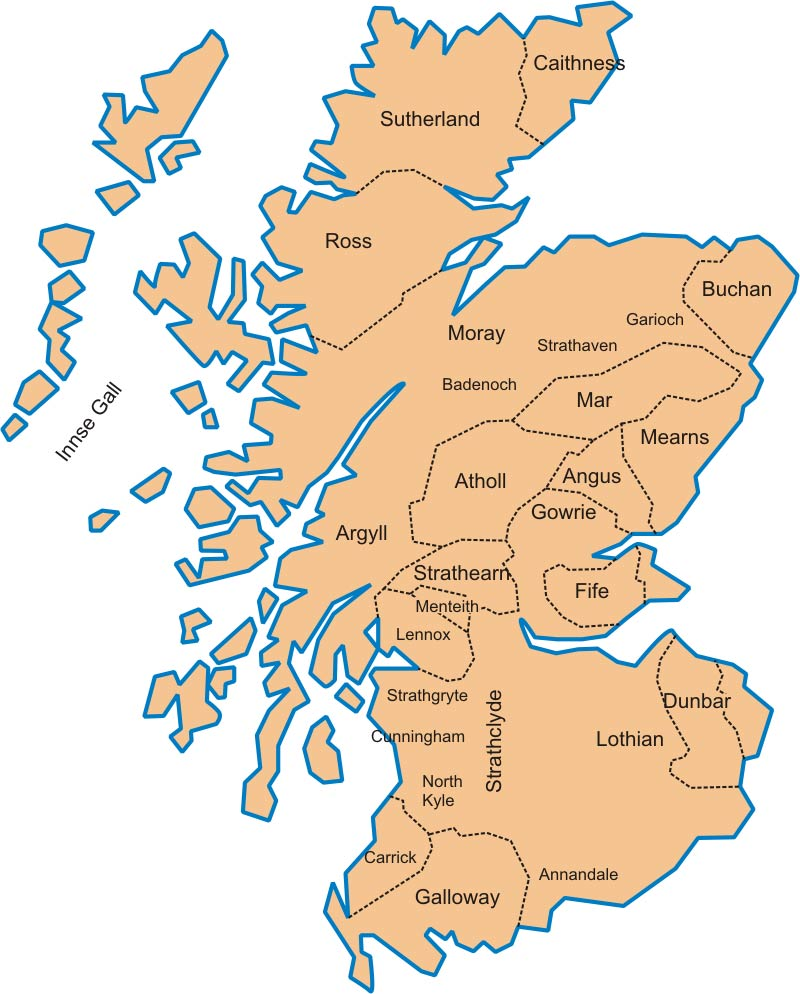
Carte des principales seigneuries d'Écosse vers 1230.

Le titre de comte de Moray de la pairie d'Écosse succède à celui de mormaer de Moray qui était à la tête du mormaerdom celtique de Moray (gaélique : Muréb). Le territoire des mormaers de Moray s'étendait le long de la rive sud du Moray Firth, à partir de la rivière Spey au travers du nord de l'Écosse jusqu'à la côte occidentale du pays. Le Moray était séparé du comté de Ross par la rivière de Beauly.

## Historique

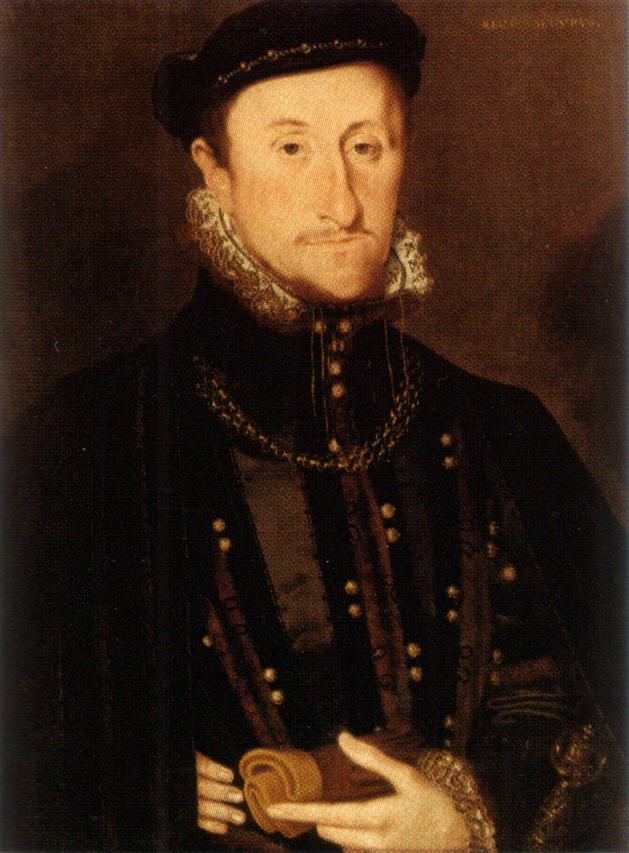
James Stewart, premier Comte de Moray (Création de 1562)

Après sa soumission pendant le règne du roi David Ier d'Écosse le domaine des mormaers de Moray constituait une province du royaume dont l'importance demeura considérable pendant les Guerres d'indépendance de l'Écosse. Le Moray ne fut directement qu'assez peu touché par les expéditions du roi Édouard Ier de 1296 et 1303 et ensuite en 1335 lors de la seconde guerre d'indépendance de l'Écosse. La seule occupation durable des forces anglaises se limite à la période 1296-1297 avant l'insurrection de William Wallace.
Cette sécurité lui permit d'être le refuge des Gardiens du Royaume entre 1297 et 1303 et de servir de base arrière au roi Robert Ier d'Écosse et à ses alliés lors de ses combats pour le pouvoir contre les Comyn et leurs alliés. La province doit toutefois se soumettre provisoirement à Édouard Ier d'Angleterre en septembre/octobre 1303. Après la libération du Moray Robert Bruce confirme l'intérêt qu'il lui donne pour la sécurité de son royaume en attribuant au cours de l'été 1312 le titre de comte de Moray à Thomas Randolph son neveu et plus fidèle allié. Le nouveau comté de Moray incluait la vieille province ainsi que les domaines royaux de la côte et les seigneuries de Badenoch et Lochaber confisquées à la famille Comyn.
John Randolph, 3e comte de Moray, fils cadet de Thomas Randolph est tué le 17 octobre 1346 à la Bataille de Neville's Cross. Sa disparition sans héritier direct qui faisait suite à l'éviction des grandes familles féodales nobles comme les Comyne comtes de Buchan et les Strathbogie comtes d'Angus entre 1300 et 1350, laisse la place à la montée en puissance de pouvoir de regroupements « familiaux celtiques » de type claniques comme le Clan Donnachaidh d'Atholl et la confédération connue sous le nom de Clan Chattan, placée sous l'hégémonie du Clan MacKintosh, et centrée sur le Badenoch et le Lochaber .
Le comté avait été donné avec la seule possibilité de transmission en ligne mâle. Pourtant, après la mort du dernier comte, son beau-frère Patrick, comte de Dunbar, époux de sa sœur Agnès, prend le titre. En 1367 ou 1368, le roi David II d'Écosse ordonne le retour du comté à la couronne.
L'héritage des comtes de Moray de la famille Randolph est disputé entre la famille des comtes de Dunbar, leurs descendants en ligne féminine, et la famille Stuart. En 1372, le comte de Moray est divisé en deux entre : John de Dunbar, fils de Patrick Dunbar et d'Isabelle Randolph, devient 1er comte de Moray. Il reçoit la partie côtière et son beau-frère Alexandre Stuart, fils favori de Robert II d'Écosse reçoit les seigneuries de Badenoch et Lochindorb dans les hautes terres.
La division du Moray engendre un conflit local qui est exacerbé par les activités des clans locaux et les tentatives d'expansion vers l'est de la puissance gaélique constituée par les seigneurs des Îles. L'activité de ces derniers et des clans, en faveur d'Alexandre Stuart, fait du Moray le champ clos d'un conflit entre des tentatives de renaissance d'un pouvoir de type gaélique, et l'établissement d'un pouvoir royal structuré mis en œuvre au cours des siècles passés.
Les hommes d'Église et les bourgeois font l'objet des attaques répétées et des raids des bandes armées dont le plus notable aboutit à l'incendie de la cathédrale et de la ville d'Elgin par Alexandre Stuart, comte de Buchan, « Lieutenant du roi et Justicier au nord du Moray Firth » depuis 1372 connu sous le surnom de « Loup de Badenoch », lors de son conflit avec Alexandre Bur l'évêque de Moray.
Les dirigeants de l'Écosse réagissent avec retard à la situation du comté de Moray Leurs actions restent indirectes même si Robert Stuart, 1er duc d' Albany, y fait campagne en 1405 et 1411 et Jacques Ier d'Écosse en 1428/1429. Ils préfèrent laisser les mains libres à Alexandre Stuart, comte de Mar, le fils du « Loup de Badenoch ». Lorsque le comte de Mar meurt en 1435 le pouvoir vacant tombe entre les mains des Seigneurs des Îles qui dominent le Moray pendant les décennies 1430/1450.
Le comté royal réduit à la zone côtière était contrôlé par des seigneurs aux ressources réduites. Le dernier de ces anciens fidèles furent les Douglas.
Le comté est finalement dévolu à Elisabeth de Dunbar, 5e comtesse de Moray, dont le mari Archibald Douglas est également reconnu comme comte. Toutefois après la disgrâce de sa famille et sa mort lors de Bataille d'Arkinholm le 1er mai 1455, son titre est éteint. Les Gordon comte d'Huntly s'empare de Badenoch en 1452 et du Moray trois ans plus tard. Bien que le pouvoir royal refuse d'investir les Gordons d'une puissance comparable à celle des Randolph, ils demeurent les principaux chefs de la région jusqu'à la fin du XVe siècle sous la suzeraineté de la famille royale.
Le comté est accordé en 1501 à James Stewart († 1544), fils du roi Jacques IV d'Écosse qui meurt sans héritier ce qui provoque l'extinction du titre. le titre est ensuite concédé à George Gordon, 4e comte de Huntly. Gordon perd son comté de Moray en 1554, au tout début de la régence de Marie de Guise.
La dernière création du titre a été faite en la faveur de James Stuart († 1570), un fils illégitime du roi Jacques V d'Écosse Plusieurs titres subsidiaires lui furent ensuite associés : Lord Abernethy & Strathearn (créé en 1562), Lord Doune (1581) et Lord St Colme (1611).

## Liste des comtes de Moray

### Création de 1312
- 1312-1332 : Thomas Randolph († 1332), gardien d'Écosse, lord d'Annandale et de Man ;
- 1332-1332 : Thomas Randolph († 1332), lord d'Annandale et de Man, fils du précédent. Mort des suites de la bataille de Dupplin Moor ;
- 1332-1346 : John Randolph († 1346), lord d'Annandale et de Man. Frère du précédent.

### Création de 1372
- 1372-1391/92 : John Dunbar († 1391/92), fils de Sir Patrick Dunbar, et frère de Georges I Dunbar, 10e comte de Dunbar, petit-fils par sa mère de Thomas Randolph, le 2e comte ;
- 1391/92-1422? : Thomas Dunbar (en) († 1422 au avant), fils du précédent ;
- 1422 ou av.-1425/30 : Thomas Dunbar († 1425/30), fils du précédent ;
- 1425/1430-1430 : James Dunbar († 1430), petit-fils du 1er comte ;
  - Elisabeth Dunbar († 1485), sa fille, épouse avant 1442 :
- 1442-1452 : Archibald Douglas († 1455), troisième fils de James Douglas, 7e comte de Douglas. Comte en droit de sa femme. Le comté lui est confisqué en 1452[6].
- 1452-1454 : James Crichton († 1454), 2e lord Crichton et lord Frendraught en droit de sa femme[6]. Époux de Janet Dunbar, fille aînée de James Dunbar[6]. Créé comte par le parlement en 1452 avec un statut inconnu[6]. Il ne semble pas avoir transmis le titre à son fils[6].

### Création de 1501
- 1501-1544/45 : James Stuart (en) (1499-1544), fils illégitime de Jacques IV d'Écosse.

### Création de 1549
- 1549-1554 : George Gordon (1513–1562), 4e comte de Huntly, perd le comté en 1554 et est emprisonné pendant plusieurs mois.

### Création de 1562
- 1562-1570 : James Stuart (1531/32–1570), reçoit ce comté et celui de Mar en donation secrète en 1562. Fils illégitime de Jacques V. Régent d'Écosse ;
- 1570-1591 : Élisabeth Stuart (1565-1591), fille du précédent, comtesse de son plein droit. Elle épouse son cousin :
  - James Stuart (en) (1565/66-1592), comte en droit de sa femme ;
- 1592-1638 : James Stuart (en) († 1638) ;
- 1638-1653 : James Stuart (v.1608-1653) ;
- 1653-1701 : Alexandre Stuart (1634-1701), fils du précédent ;
- 1701-1735 : Charles Stuart (en) († 1735), fils du précédent ;
- 1735-1739 : Francis Stuart (en) († 1739), frère du précédent ;
- 1739-1767 : James Stuart († 1767) ;
- 1767-1810 : Francis Stuart (ja) († 1810), baron Stuart de Castle Stuart ;
- 1810-1848 : Francis Stuart (en) († 1848) ;
- 1848-1859 : Francis Stuart (ja) († 1859) ;
- 1859-1867 : John Stuart (en) († 1867) ;
- 1867-1872 : Archibald George Stuart (ja) († 1872) ;
- 1872-1895 : George Stuart (ja) († 1895) ;
- 1895-1901 : Edmund Archibald Stuart (en) († 1901) ;
- 1901-1909 : Francis James Stuart (en) († 1909) ;
- 1909-1930 : Morton Gray Stuart (en) († 1930) ;
- 1930-1943 : Francis Douglas Stuart († 1943) ;
- 1943-1974 : Archibald John Morton Stuart († 1974) ;
- 1974-2011 : Douglas John Moray Stuart (en) (+ 2011);
- depuis 2011 : John Douglas Stuart (en) (né en 1966)

### Sources
- (en) Cet article est partiellement ou en totalité issu de l’article de Wikipédia en anglais intitulé « Earl of Moray » (voir la liste des auteurs), édition du 13 mai 2011.
- (en) G.W.S. Barrow Robert Bruce and the Community of the Realm of scotland  E.U.P (Edinburgh 2005)  (ISBN 0-7486-2022-2)
- (en) Richard Oram Domination and Lordship. Scotland 1070-1230 Eddinburgh University Press (Edinburgh 2011)  (ISBN 9780748614974)
- (en) John L. Roberts  Lost Kingdoms. Celtic Scotland and the Middle Ages E.U.P (Edinburgh 1997)  (ISBN 0-7486-0910-5)
- « Comtes de Moray » sur Leigh Rayment's Peerage Page.